# Mistrzostwa Świata w Zapasach 2017

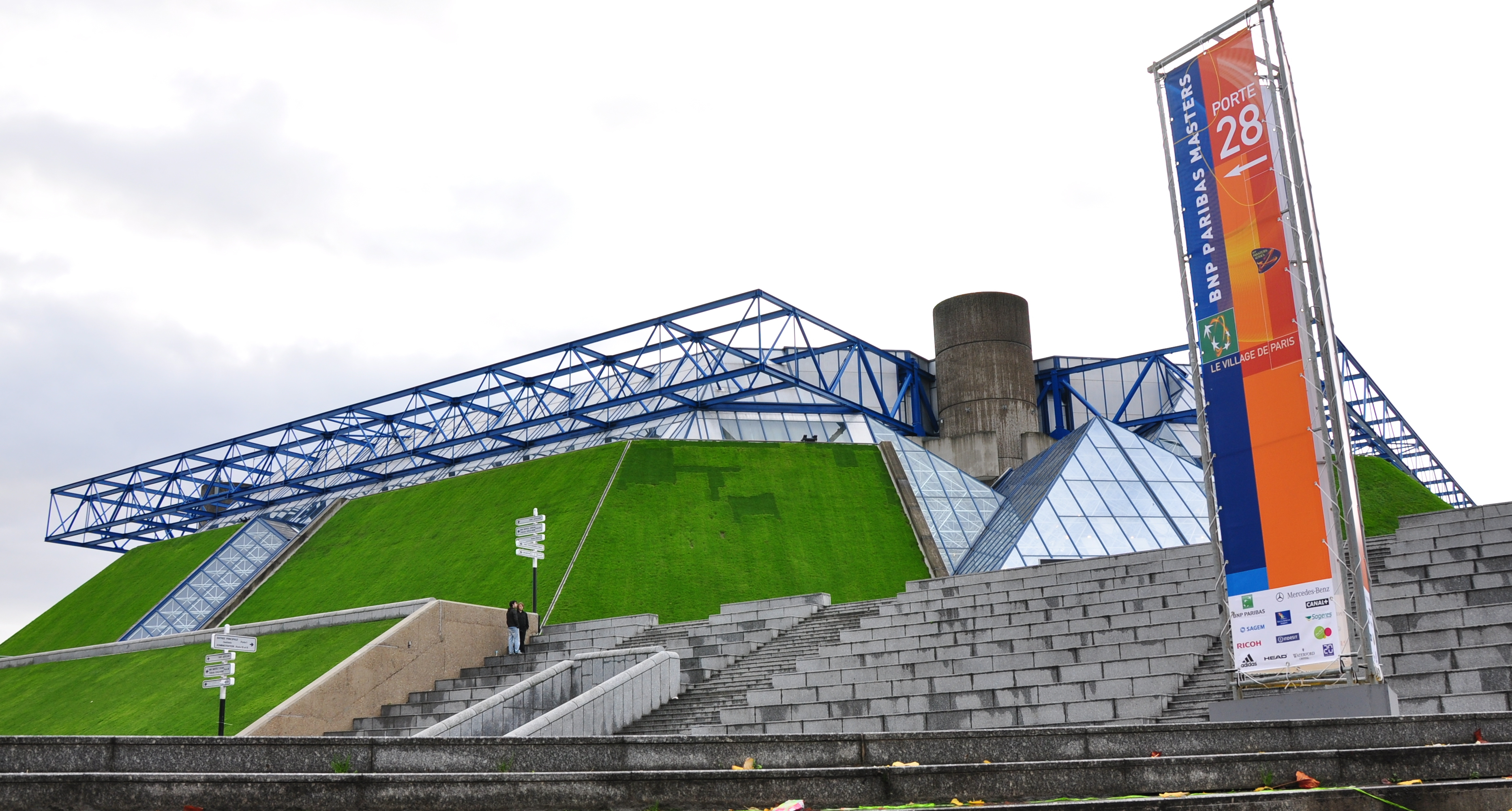
AccorHotels Arena (Bercy Arena)

Mistrzostwa Świata w Zapasach 2017 odbyły się w dniach 21–26 sierpnia 2017 w Paryżu w hali Bercy.

## Reprezentacja Polski[2]

### kobiety
- styl wolny
  - Anna Łukasiak (AZS AWF Warszawa) – 8m. (48 kg) * Wygrała w 1/16 z Wietnamką Phạm Thị Hà Phương, w 1/8 z Żułdyz Eszymową z Kazachstanu, a w 1/4 przegrała z Evin Demirhan z Turcji.
  - Roksana Zasina (ZTA Zgierz) – 3m. (53 kg) * W 1/16 pokonała Carolinę Castillo z Kolumbii, w 1/8 Leyla Qurbanovą z Azerbejdżanu i w 1/4 Haley Augello z USA. W półfinale przegrała z Mayu Mukaidą z Japonii, a pojedynku o brązowy medal wygrała z Pak Yong-mi z Korei Północnej[3].
  - Paula Kozłow (Unia Racibórz) – 22m. (55 kg) * Przegrała w 1/16 z Lalitą Sehrawat Indii.
  - Jowita Wrzesień (CSiR Dabrowa Górnicza) – 19m. (58 kg) * Przegrała w 1/16 z Chinką Rong Ningning.
  - Katarzyna Mądrowska (Feniks Pesta Stargard) – 20m. (60 kg) * Przegrała w 1/16 z Johanną Mattsson ze Szwecji.
  - Natalia Kubaty (Slavia Ruda Śląska) – 20m. (63 kg) * Przegrała w 1/8 z Waleriją Łazinską z Rosji.

### mężczyźni
- styl klasyczny
  - Dawid Ersetic (Unia Racibórz) – 22m. (59 kg) * Przegrał w 1/16 z Ukraińcem Dmytro Cymbalukiem[4].
  - Mateusz Bernatek (AKS Piotrków Trybunalski) – 2m. (66 kg) * Wygrał w 1/16 z Turkiem Atakanem Yükselem, w 1/8 z Michalem Novákiem z Czech, w 1/4 z Danijelem Janečićem z Chorwacji, w półfinale z Mohammadem Eliasim z Iranu, a w finale przegrał z Ryu Han-su z Korei Południowej[5].
  - Grzegorz Wanke (Unia Racibórz) – 29m. (71 kg) * Przegrał w 1/16 z Rosjaninem Adamem Kurakiem[6].
  - Dawid Klimek (Śląsk Wrocław) – 13m. (75 kg) * Wygrał w 1/16 ze Szwajcarem Damianem Dietsche, a przegrał w 1/8 z Chińczykiem Zhang Gangiem[6].
  - Edgar Babayan (Sobieski Poznań) – 27m. (80 kg) * Przegrał w 1/16 z Elvinem Mürsəliyevem z Azerbejdżanu[4].
  - Tadeusz Michalik (Sobieski Poznań) – 18m. (85 kg) * Wygrał w 1/16 z Serbem Nikolajem Dobrevem, a przegrał w 1/8 z Gruzinem Robertem Kobliaszwilim[6].
  - Radosław Grzybicki (AKS Piotrków Trybunalski) – 27m. (98 kg) * Przegrał w 1/16 z Uzbekiem Rustamem Assakalovem[6].
- styl wolny
  - Magomedmurad Gadżijew (AKS Piotrków Trybunalski) – 2m. (65 kg) * Wygrał w 1/16 z Haislanem Veranesem z Kanady, w 1/8 z Kim Kuk-gwangiem z Korei Północnej, w 1/4 z Azamatem Nurikowem z Białorusi i w półfinale z Kubańczykiem Alejandro Valdésem. W finale przegrał z Zurabim Iakobiszwilim z Gruzji[7].
  - Andrzej Sokalski (Slavia Ruda Śląska) – 19m. (74 kg) * W 1/16 przegrał z Dordżwaanczigijnem Gombdordżem z Mongolii.
  - Zbigniew Baranowski (AKS Białogard) – 9m. (86 kg) * W 1/16 wygrał z Japończykiem Masao Matsusaką, a w 1/8 z Istvánem Verébem z Węgier. W ćwierćfinale przegrał z J’denem Coxem z USA[8].
  - Mateusz Filipczak (Ceramik Krotoszyn) – 14m. (97 kg) * Wygrał w 1/16 z Luisem Perezem z Dominikany, a w 1/8 przegrał z Abdułraszydem Sadułajewem z Rosji. W repasażu przegrał z Kubańczykiem Reinerisem Salasem[9].
  - Robert Baran (Ceramik Krotoszyn) – 15m. (125 kg) * W 1/16 przegrał z Ajaałem Łazariewem z Kirgistanu[8].

## Klasyfikacja medalowa
| Miejsce | Kraj              | Złoto | Srebro | Brąz | Razem |
| 1       | Japonia           | 6     | 1      | 2    | 9     |
| 2       | Stany Zjednoczone | 3     | 3      | 3    | 9     |
| 3       | Turcja            | 3     | 1      | 4    | 8     |
| 4       | Gruzja            | 2     | 0      | 3    | 5     |
| 5       | Armenia           | 2     | 0      | 2    | 4     |
| 6       | Białoruś          | 1     | 2      | 2    | 5     |
| 7       | Niemcy            | 1     | 2      | 1    | 4     |
| 8       | Iran              | 1     | 0      | 3    | 4     |
| 9       | Azerbejdżan       | 1     | 0      | 2    | 3     |
| 10      | Mongolia          | 1     | 0      | 1    | 2     |
| .       | Korea Południowa  | 1     | 0      | 1    | 2     |
| 12      | Włochy            | 1     | 0      | 0    | 1     |
| .       | Serbia            | 1     | 0      | 0    | 1     |
| 14      | Rosja             | 0     | 4      | 5    | 9     |
| 15      | Kazachstan        | 0     | 2      | 1    | 3     |
| .       | Polska            | 0     | 2      | 1    | 3     |
| 17      | Węgry             | 0     | 1      | 2    | 3     |
| 18      | Ukraina           | 0     | 1      | 1    | 2     |
| 19      | Estonia           | 0     | 1      | 0    | 1     |
| .       | Nigeria           | 0     | 1      | 0    | 1     |
| .       | Rumunia           | 0     | 1      | 0    | 1     |
| .       | Słowacja          | 0     | 1      | 0    | 1     |
| .       | Tunezja           | 0     | 1      | 0    | 1     |
| 24      | Kuba              | 0     | 0      | 3    | 3     |
| 25      | Kanada            | 0     | 0      | 2    | 2     |
| 26      | Chile             | 0     | 0      | 1    | 1     |
| .       | Chiny             | 0     | 0      | 1    | 1     |
| .       | Kolumbia          | 0     | 0      | 1    | 1     |
| .       | Francja           | 0     | 0      | 1    | 1     |
| .       | Grecja            | 0     | 0      | 1    | 1     |
| .       | Kirgistan         | 0     | 0      | 1    | 1     |
| .       | Łotwa             | 0     | 0      | 1    | 1     |
| .       | Korea Północna    | 0     | 0      | 1    | 1     |
| 34      | Szwecja           | 0     | 0      | 1    | 1     |
| Razem   | Razem             | 24    | 24     | 48   | 96    |

## Medaliści

### Mężczyźni

#### Styl klasyczny
| Konkurencja | Złoto             | Srebro              | Brąz                              |
| 59 kg       | Ken’ichirō Fumita | Mejrambek Ajnagułow | Stiepan Marianian Kim Seung-hak   |
| 66 kg       | Ryu Han-su        | Mateusz Bernatek    | Artiom Surkow Atakan Yüksel       |
| 71 kg       | Frank Stäbler     | Demeu Żadyrajew     | Mohammadali Garaji Bálint Korpási |
| 75 kg       | Viktor Nemeš      | Tamás Lőrincz       | Sa’id Abdewali Fatih Cengiz       |
| 80 kg       | Maksim Manukian   | Radik Kulijew       | Pascal Eisele Elvin Mürsəliyev    |
| 85 kg       | Metehan Başar     | Denis Kudla         | Hosejn Nuri Robert Kobliaszwili   |
| 98 kg       | Artur Aleksanian  | Musa Jewłojew       | Rewazi Nadareiszwili Balázs Kiss  |
| 130 kg      | Rıza Kayaalp      | Heiki Nabi          | Yasmani Acosta Óscar Pino         |

- Zdobywca srebrnego medalu w kategorii 75 kg, Aleksandr Czechirkin z Rosji został zdyskwalifikowany i pozbawiony medalu z powodu dopingu[10].

#### Styl wolny
| Konkurencja | Złoto               | Srebro                | Brąz                                  |
| 57 kg       | Yūki Takahashi      | Thomas Gilman         | Andrij Jacenko Erdenbatyn Bechbajar   |
| 61 kg       | Hacı Əliyev         | Gadżymurad Raszydow   | Yowlys Bonne Wladimer Chinczegaszwili |
| 65 kg       | Zurabi Iakobiszwili | Magomedmurad Gadżijew | Ałan Gogajew Alejandro Valdés         |
| 70 kg       | Frank Chamizo       | James Green           | Yūhi Fujinami Akżürek Tangatarow      |
| 74 kg       | Jordan Burroughs    | Chietag Cabołow       | Soner Demirtaş Ali Szabanow           |
| 86 kg       | Hasan Jazdani       | Boris Makojew         | J’den Cox Władisław Walijew           |
| 97 kg       | Kyle Snyder         | Abdułraszyd Sadułajew | Gieorgij Kietojew Asłanbiek Ałborow   |
| 125 kg      | Geno Petriaszwili   | Taha Akgül            | Nick Gwiazdowski Lewan Berianidze     |

### Kobiety

#### Styl wolny
| Konkurencja | Złoto                | Srebro             | Brąz                                   |
| 48 kg       | Yui Susaki           | Alina Vuc          | Evin Demirhan Kim Son-hyang            |
| 53 kg       | Wanesa Kaładzinska   | Mayu Mukaida       | Roksana Zasina Maria Prewolaraki       |
| 55 kg       | Haruna Okuno         | Odunayo Adekuoroye | Iryna Kuraczkina Becka Leathers        |
| 58 kg       | Helen Maroulis       | Marwa al-Amiri     | Ajsułuu Tynybekowa Michelle Fazzari    |
| 60 kg       | Risako Kawai         | Allison Ragan      | Johanna Mattsson Anastasija Grigorjeva |
| 63 kg       | Pürewdordżijn Orchon | Julija Tkacz       | Jackeline Rentería Walerija Łazinska   |
| 69 kg       | Sara Doshō           | Aline Focken       | Han Yue Koumba Larroque                |
| 75 kg       | Yasemin Adar         | Wasilisa Marzaluk  | Justina Di Stasio Hiroe Suzuki         |